# 刺青 電影音樂概念專輯
《刺青 / 電影音樂概念專輯》為台灣電影《刺青》（Spider Lilies）的原聲帶專輯，於2007年4月27日由喜瑪拉雅唱片發行。由台灣後搖滾樂團甜梅號（Sugar Plum Ferry）吉他手昆蟲白（insecteens）擔綱製作，收錄昆蟲白、陳建騏、張見宇為《刺青》所創作的十六首配樂作品。主題曲「小茉莉」（作詞：林書宇 / 周美玲，作曲：昆蟲白）於2007年入圍第44屆金馬獎「最佳原創電影歌曲」。

## 曲目
- 01. 憂茉莉 / 陳建騏（2:07）
- 02. 旭茉莉 / 昆蟲白（2:33）
- 03. 刺青三十一號 / 陳建騏（1:59）
- 04. 石茉莉 / 昆蟲白（3:58）
- 05. 舞茉莉 / 昆蟲白（2:00）
- 06. 竹夜青 / 昆蟲白（5:12）
- 07. 刺青十號 / 陳建騏（2:13）
- 08. 幽茉莉 / 昆蟲白（4:14）
- 09. 姊離症 / 昆蟲白（4:08）
- 10. 蜘蛛莉莉 / 昆蟲白（6:47）
- 11. 落寞莉 / 昆蟲白（1:55）
- 12. 刺青五號 / 陳建騏（1:01）
- 13. 小茉莉 / 林禹辰（3:24）
- 14. Mandala / 張見宇（2:13）
- 15. 曉茉莉 / 昆蟲白（4:47）
- 16. 霞茉莉 / 昆蟲白 & 陳建騏（4:08）

## 相關連結
- 《刺青》電影官方BLOG （页面存档备份，存于）
- 昆蟲白BLOG